# Requetetxec
El requetetxec és un instrument idiòfon de percussió. El seu nom prové del mateix so que l'instrument realitza, per tant, és una onomatopeia. És per aquest motiu que es troben variacions de nom, com per exemple rec-rec. Es considera un instrument tradicional, una joguina per als infants.

## Construcció
Està format per mitja nou, a la qual es fan dos petits forats als extrems més amples. Pels forats s'hi passa un fil que es lliga a la nou. Per finalitzar, al fil s'hi enrotlla, unes deu voltes, una branca, un escuradents, o fins i tot de vegades un pal de gelat, que només toqui la nou per un dels extrems. D'aquesta manera, el fil farà de molla, i quan se separen l'escuradents o el pal de la nou, el fil el farà tornar a la seva posició inicial provocant un so a partir d'aquest impacte. Per fer sonar el requetetxec, s'ha de mantenir la mitja closca de nou cap per avall amb una mà. Amb l'altra, es fa palanca des del dit menut fins a l'índex, repetint cicles de quatre cops.

## Exemplars
Normalment, ha estat utilitzat com a joguina per a infants, i no pas com a un instrument que formi part de cap conjunt o estil interpretatiu concret. Actualment, al Museu Etnològic de Barcelona n'hi ha un exemplar de 1945, portat des del Pallars, on era una joguina habitual de la mainada. El Museu de la Música de Barcelona en conserva tres exemplars més recents.